# Tweede Spaanse Armada
De Tweede Spaanse Armada was een groot Spaans troepentransport naar Duinkerke, dat in 1639 vernietigd werd door luitenant-admiraal Maarten Harpertszoon Tromp in de Slag bij Duins. De leider van de Tweede Spaanse Armada was Antonio de Oquendo. De vloot bestond uit 55 oorlogsschepen en 22 transportschepen, die geld en goederen vervoerden.
Alleen in Nederland wordt deze vloot wel de "Tweede Armada" genoemd. In andere landen wordt dit de Vijfde Armada genoemd.
Omdat de weg over land door een oorlog met Frankrijk was afgesloten, waren de Spanjaarden gedwongen om troepenversterkingen over zee naar de Nederlanden te vervoeren. Deze 'tweede Armada' werd echter in Het Kanaal door Tromp opgewacht en aangevallen op 16 september 1639. Tromp zou hierbij als eerste slag hebben geleverd in de "kiellinie", terwijl de Spanjaarden voeren in dwarslinie. Ze werden verstrooid door een Nederlands flottielje half zo groot.
Op 18 september werd de "Armada" ingesloten in de haven van Duins, waar de Nederlanders van de Engelse koning niet mochten aanvallen. Het kostte de Spanjaarden 43 schepen en zesduizend manschappen.